# Гранский, Алексей Константинович
Алексе́й Константи́нович Гра́нский — советский государственный и политический деятель, полковник гб.

## Биография
Родился в 1902 году в Ленкорани. Член КПСС с 1931 года.
С 1918 года — на хозяйственной, общественной и политической работе. В 1918—1957 гг. — участник Гражданской войны, ответработник органов правопорядка и безопасности, нарком внутренних дел Нахичеванской АССР Азербайджанской ССР, начальник 5-го (разведывательное) отдела Управления пограничных войск НКВД Туркменской ССР, заместитель начальника Отдела по борьбе с бандитизмом НКВД СССР, начальник 1-го отдела, начальник Управления по борьбе с бандитизмом НКВД-МВД Белорусской ССР, начальник УМВД по Молодечненской области, начальник УВД Брестского облисполкома Белорусской ССР.
Избирался депутатом Верховного Совета Белорусской ССР 3-го созыва.
Умер после 1985 года.